# 276e division d'infanterie
Pour les articles homonymes, voir 276e division.
La 276e division d'infanterie (en allemand : 276. Infanterie-Division ou 276. ID) est une des divisions d'infanterie de l'armée allemande (Wehrmacht) durant la Seconde Guerre mondiale.

## Création
La 276e division d'infanterie est formée le 22 mai 1940 dans le Wehrkreis XI en tant qu'élément de la 10. Welle (10e vague de mobilisation).
Toutefois, sa formation est terminée le 22 juillet 1940 après l'armistice avec la France.
Plus tard, la 276e division d'infanterie est reformée le 17 novembre 1943 en France en tant qu'élément de la 22. Welle (22e vague de mobilisation) avec l'état-major, les transmissions et les services de soutien de la 38. Infanterie-Division dissoute.
La 276e fait partie des trois « divisions 270 » levées à la fin de 1943 pour renforcer l’occupation de la France à la suite de la suppression de la zone libre. Les « 270 » sont globalement constituées de vétérans allemands et d'enrôlés russes et polonais (Osten Truppen). À peine formée, elle est envoyée dans le sud-ouest de la France dans la région de Bayonne, Cambo-les-Bains et de Biarritz où elle est chargée des tâches d'occupations et de défenses côtières.
Elle est transférée en juin 1944 sur la Normandie combattre les forces alliées où elle est encerclée et détruite en août 1944 dans la Poche de Falaise à Argentan.
Le 4 septembre 1944, les éléments rescapés forment le 276. Volksgrenadier-Division (en).

## Organisation

### commandants
| Date                            | Grade           | Commandant    |
| ------------------------------- | --------------- | ------------- |
| 22 mai 1940 - 22 juillet 1940   | Generalleutnant | kurt BADINSKI |
| Reformation                     |                 |               |
| 10 décembre 1943 - 21 août 1944 | Generalleutnant | Kurt Badinski |

### Officiers d'opérations (Generalstabsoffiziere (Ia))
| Date                          | Grade               | Commandant |
| ----------------------------- | ------------------- | ---------- |
| 22 mai 1940 - 22 juillet 1940 | ?                   | ?          |
| Reformation                   |                     |            |
| février 1944 - août 1944      | Oberstleutnant i.G. | Otto Seitz |

## Théâtres d'opérations
- Allemagne : juin 1940 - octobre 1940
- France : décembre 1943 - août 1944

## Ordres de bataille
1940
- Infanterie-Regiment 559
- Infanterie-Regiment 560
- Infanterie-Regiment 561
- Artillerie-Abteilung 276
- Divisionseinheiten 276

1944
- Grenadier-Regiment 986
- Grenadier-Regiment 987
- Grenadier-Regiment 988
- Füsilier-Bataillon 276
- Artillerie-Regiment 276
  - I. Abteilung
  - II. Abteilung
  - III. Abteilung
  - IV. Abteilung
- Pionier-Bataillon 276
- Panzerjäger-Abteilung 276
- Nachrichten-Abteilung 276
- Feldersatz-Bataillon 276
- Versorgungseinheiten 276